# Galaxy on Fire 2
Galaxy on Fire 2 é um jogo eletrônico alemão de tiro shoot 'em up criado, desenvolvido pela Fishlabs para celulares. É a continuação do jogo Galaxy on Fire.